# Дітте Котцян
Дітте Котцян  (нім. Ditte Kotzian, 9 березня 1979) — німецька стрибунка у воду, олімпійська медалістка.

## Виступи на Олімпіадах
| Олімпіада   | Дисципліна                           | Місце |
| ----------- | ------------------------------------ | ----- |
| Сідней 2000 | вишка                                | 20    |
| Афіни 2004  | трамплін                             | 11    |
| Афіни 2004  | синхронні стрибки з вишки з трамліна | 6     |
| Пекін 2008  | трамплін                             | 15    |
| Пекін 2008  | синхронні стрибки з вишки з трамліна | 3     |